# Multiplayer BattleTech: Solaris
Multiplayer BattleTech: Solaris è un videogioco del genere MMORPG per Windows, sviluppato dalla software house ARIES Online Games, impiegando prima il servizio di gioco online del provider AOL e in seguito quello analogo, GameStorm, creato da Kesmai, società madre della ARIES Online Games (il tutto fra il 1996 e 2001).
Il videogioco (ideale sequel di Multiplayer BattleTech: EGA) concerne il pilotaggio e il combattimento fra mech ed è ispirato al gioco da tavolo BattleTech, originariamente pubblicato dall'editore FASA.

## Trama
L'ambientazione generale è quella di BattleTech, dove l'umanità ha colonizzato una larga porzione di Via Lattea, poi suddivisa in Stati interstellari controllati da dinastie nobiliari guerrafondaie. In conseguenza di ciò, la galassia è divenuta teatro di ostilità interminabili. I mech detti BattleMech, macchine imponenti e avanzate, in genere antropomorfe, condotte da un'élite di piloti chiamati MechWarrior, sono determinanti sui campi di battaglia.
Sul pianeta Solaris VII, industrializzato in quanto ricco di materie prime, molte industrie mantenevano fabbriche e laboratori di ricerca e sviluppo per progettare, fra l'altro, nuovi modelli di BattleMech e testarli sul campo grazie alla grande varietà degli ambienti di Solaris. I vari produttori cominciarono dal 2695 a far scontrare, a scopo promozionale, i loro esemplari gli uni contro gli altri, a favore di un pubblico di funzionari dei vari governi interplanetari.
Nel tempo presente, tali eventi vengono trasmessi sui network dei pianeti della Inner Sphere, dato che i piloti dei mech hanno preso a sfidarsi nelle arene dei cosiddetti "Giochi di Solaris", per la fama e per un giro enorme di scommesse.

## Modalità di gioco
I giocatori gareggiavano in arene da 2 a 8 partecipanti, affrontandosi con una visuale in prima persona in modalità Deathmatch o Team Deathmatch; era possibile fare pratica anche contro bot controllati dal gioco.
Quando AOL adottò il sistema pay per play (inserzioni pubblicitarie nel corso dell'erogazione del servizio), la maggior parte dei giocatori si trasferì sul servizio GameStorm (nel frattempo allestito per ospitare anche Multiplayer BattleTech: Solaris), il quale operò per diversi anni, fino all'acquisizione di Kesmai da parte della società Electronic Arts.
Nel gioco i partecipanti si raggruppavano in unità a rappresentanza dei vari Stati Successori o delle compagnie mercenarie, per battersi sul pianeta Solaris a bordo di oltre 80 modelli di mech disponibili.

## Riconoscimenti
ARIES Online Games annunciò, nel 1997, che MultiPlayer BattleTech: Solaris era candidato per uno dei premi previsti dal programma "Excellence in Software Awards" (CODiE Awards), istituito dalla Software Publishers Association (l'Associazione degli editori di software statunitensi).